# 太平镇 (柳城县)
太平镇，是中华人民共和国广西壮族自治区柳州市柳城县下辖的一个乡镇级行政单位。

## 行政区划
太平镇下辖以下地区：
太平社区、太平村、龙兴村、上火村、长岭村、黄宜村、近潭村、杨梅村、板贡村、西岸村、江头村、木界村、山咀村、板料村和上油村。